# Ricardo Jérez Jr.
Ricardo Antonio Jérez Figueroa (Cidade da Guatemala, 4 de fevereiro de 1986), conhecido como Ricardo Jérez Jr., é um futebolista guatemalteco que atua como goleiro. Atualmente joga pelo Chattanooga Red Wolves e pela Seleção Guatemalteca.

## Vida pessoal
É filho de Ricardo Jérez Hidalgo, que também foi goleiro e representou a Guatemala nas Olimpíadas de 1988 e medalhista de bronze nos Jogos Pan-Americanos de 1983.

## Carreira em clubes
Revelado pelo Comunicaciones, profissionalizou-se no Cobán Imperial em 2005 antes de voltar aos Cremas em 2006, atuando em apenas 2 jogos. Defendeu também Rentistas, Jalapa, Universidad de San Carlos, Comunicaciones (o clube homônimo de Buenos Aires) e Marquense até 2013, quando assinou com o Alianza Petrolera. Em sua estreia pela equipe, manteve sua meta invicta na vitória por 1 a 0 sobre o La Equidad. Em 2017 foi emprestado ao Deportivo Cali, onde atuou em 8 partidas, voltando ao Alianza no ano seguinte.
Após deixar os Petroleros, vestiu novamente a camisa do Municipal (79 jogos em 2 temporadas), Jérez Jr. assinou com o Chattanooga Red Wolves, equipe da USL League One, em janeiro de 2023.

## Carreira internacional
A estreia do goleiro pela Seleção Guatemalteca foi em janeiro de 2006, num amistoso contra os Estados Unidos. Representou os Chapines em 3 edições da Copa Ouro da CONCACAF, em 2011 (como titular), 2015 e 2023, ambas como reserva.

## Títulos
Municipal
- Campeonato Guatemalteco: Apertura 2006

### Individuais
- Troféu Josue Danny Ortiz: 2011, 2012